# Shorea macrobalanos
Shorea macrobalanos är en tvåhjärtbladig växtart som beskrevs av Peter Shaw Ashton. Shorea macrobalanos ingår i släktet Shorea och familjen Dipterocarpaceae. Inga underarter finns listade i Catalogue of Life.